# Riccardia leptophylla
Riccardia leptophylla là một loài rêu trong họ Aneuraceae. Loài này được Spruce Herzog mô tả khoa học đầu tiên năm 1952.